# Одинці (Юкаменський район)
Одинці́ (рос. Одинцы) — присілок у складі Юкаменського району Удмуртії, Росія.
Населення — 49 осіб (2010; 60 в 2002).
Національний склад (2002):
- татари — 49 %
- росіяни — 33 %